# Fritz Christen
Fritz Christen (Wredenhagen, 29 de junho de 1921 — Neusorg, 23 de setembro de 1995) foi um oficial alemão que serviu durante a Segunda Guerra Mundial. Foi condecorado com a Cruz de Cavaleiro da Cruz de Ferro.

## Condecorações
- Cruz de Ferro (1939)
  - 2ª classe (20 de julho de 1941)
  - 1ª classe (24 de setembro de 1941)
- Cruz de Cavaleiro da Cruz de Ferro (20 de outubro de 1941)